# Dom kallar oss artister
Dom kallar oss artister är ett TV-program i SVT. Den första säsongen hade premiär den 28 oktober 2008. 12 olika artisters vardag följdes i 12 avsnitt.
Signaturmelodin till Dom kallar oss artister är skriven och framförs av Björn Olsson.

## Avsnitt säsong 1
1. Håkan Hellström (28 oktober 2008)
2. Per Gessle (4 november 2008)
3. Marit Bergman (11 november 2008)
4. In Flames (18 november 2008)
5. Petter (25 november 2008)
6. Maia Hirasawa (2 december 2008)
7. The Hives (9 december 2008)
8. Nina Persson (16 december 2008)
9. Jill Johnson (23 december 2008)
10. Orup (30 december 2008)
11. Lykke Li (7 januari 2009)
12. The Hellacopters (14 januari 2009)

## Avsnitt säsong 2
1. Markus Krunegård (20 januari 2010)
2. Björn Skifs (27 januari 2010)
3. Amanda Jenssen (3 februari 2010)
4. Ralf Gyllenhammar (10 februari 2010)
5. Jenny Wilson (17 februari 2010)
6. Titiyo (24 februari 2010)
7. The Ark (3 mars 2010)
8. Robyn (10 mars 2010)

## Avsnitt säsong 3
1. Salem Al Fakir (31 januari 2011)
2. Oskar Linnros (7 februari 2011)
3. Annika Norlin (14 februari 2011)
4. Adam Tensta (21 februari 2011)
5. Lill Lindfors (28 februari 2011)
6. Maskinen (7 mars 2011)
7. September (14 mars 2011)
8. Bo Kaspers Orkester (21 mars 2011)

## Avsnitt säsong 4
1. First Aid Kit (5 november 2012)
2. Ison & Fille (12 november 2012)
3. Pernilla Andersson (19 november 2012)
4. Familjen (26 november 2012)
5. Frida Hyvönen (10 december 2012)
6. Graveyard (17 december 2012)
7. Jerry Williams (25 december 2012)
8. Agnes Carlsson (1 januari 2013)

## Avsnitt säsong 5
1. Veronica Maggio (29 oktober 2014)
2. Steve Angello (5 november 2014)
3. Edda Magnason (12 november 2014)
4. Andreas Kleerup (19 november 2014)
5. Bob hund (26 november 2014)
6. Lilla Namo (3 december 2014)
7. Tomas Ledin (17 december 2014)